# Hans-Joachim Abel
Hans-Joachim „Jochen“ Abel (* 25. Juni 1952 in Düsseldorf) ist ein ehemaliger deutscher Fußballspieler. Der Stürmer war vor allem bei Vereinen aus Nordrhein-Westfalen aktiv. In den 1970er Jahren galt er als einer der bekanntesten Spieler des Ruhrgebiets.

## Leben
Der gelernte Kfz-Mechaniker Jochen Abel spielte zu Beginn seiner Laufbahn beim Bundesligisten Fortuna Düsseldorf.
Unter Trainer Heinz Lucas kam er in der Runde 1972/73 zu zwei Einwechslungen in der Bundesliga. In seiner zweiten Bundesligarunde, 1973/74, kamen vier weitere Einsätze mit einem Tor hinzu. Reiner Geye, Klaus Budde, Wolfgang Seel und Dieter Herzog waren seine etablierten Konkurrenten für einen Platz in der Angriffsformation. Abel hatte insgesamt sechs Bundesliga-Einsätze mit einem Tor für die Fortuna.
Zur Runde 1974/75 wechselte Abel in die damals drittklassige Verbandsliga Westfalen zu Westfalia Herne. Bei der Tankstellenkette Goldin des Herner Mäzens Erhard Goldbach hatte er neben dem Fußball die berufliche Chance als Tankstellen-Revisor bekommen. Mit Westfalia Herne stieg er auf in die 2. Bundesliga, Gruppe Nord. Zu diesem Erfolg hatte Abel mit 32 Saisontoren in 29 Einsätzen beigetragen. Im Debütjahr in der 2. Bundesliga, 1975/76, belegte Herne den zehnten Rang und Abel erzielte in 33 Einsätzen 17 Tore. Insgesamt absolvierte er für die Westfalia von 1975 bis November 1977 73 Spiele mit 31 Toren in der 2. Bundesliga. Er galt zu dieser Zeit als Liebling der Fans.
Im Oktober 1977 wechselte Abel in die Nachbarstadt zum Erstligisten VfL Bochum, bei dem er bis 1982 spielte. In seiner ersten Saison erzielte er in 20 Spielen 15 Tore. Wie zuvor in Herne galt Abel beim VfL als Publikumsliebling. Von den Fans wurde er mit „Hee Jochen Abel, bumbum, lalala...“ besungen.
1982 wechselte er zum FC Schalke 04, der jedoch ein Jahr später aus der Bundesliga abstieg. In der folgenden Zweitliga-Saison hatte Abel mit 14 Toren zwar großen Anteil am direkten Wiederaufstieg des Vereins, eine komplizierte Rückenverletzung war jedoch mitverantwortlich dafür, dass sein Vertrag 1984 nicht verlängert wurde.
Insgesamt spielte Abel 183-mal in der Bundesliga für Fortuna Düsseldorf, den VfL Bochum und Schalke 04 und erzielte dabei 70 Tore. Seine 60 Bundesligatore für den VfL Bochum bedeuteten Vereinsrekord. Zudem bestritt Abel am 23. Mai 1973 ein Spiel für die nationale Amateurauswahl beim 2:1-Sieg gegen Österreich.
Abels Spezialität waren Elfmeter. In der 1. und 2. Bundesliga schoss er 22 Elfmeter (16 für den VfL Bochum) und verwandelte alle. Der Rekord in der 1. Bundesliga, 16 erfolgreiche Elfmeter hintereinander, wurde erst 2020 von Max Kruse eingestellt. Im DFB-Pokal verschoss Abel jedoch drei Elfmeter.
Nach einer Pause spielte Abel dann für den VfR Baumholder in der Verbandsliga Südwest und zog 1987 nach Balzers in Liechtenstein, um dort Spielertrainer zu werden. Nachdem er vier Jahre für den FC Balzers tätig gewesen war, war er für den FC Schaan und FC Vaduz in gleicher Position tätig.
Anschließend arbeitete er in Balzers als Lagerist bei einer Firma, die Steckverbindungen für die Audio-Industrie vertreibt.

## Statistiken
- Bundesliga (183 Spiele / 70 Tore)
- 2. Bundesliga (103 Spiele / 45 Tore)
- DFB-Pokal (30 Spiele / 21 Tore)
- Europapokal (1 Spiel / 0 Tore)

## Erfolge
- Westfalenmeister: 1975 mit Westfalia Herne
- Aufstieg in die 2. Bundesliga: 1975 mit Westfalia Herne

- Aufstieg in die Bundesliga: 1984 mit dem FC Schalke 04